# Кокин, Георгий Михайлович
Георгий Михайлович Кокин (31 января [13 февраля] 1907, Курба, Ярославская губерния — 30 ноября 1984, Минск) — советский хозяйственный, государственный и политический деятель.

## Биография
Родился в 1907 году в селе Курба (ныне — в Ярославском районе Ярославской области). Член КПСС.
С 1921 года — на хозяйственной, общественной и политической работе. В 1921—1977 гг. — трубочист, ученик электрика, кочегар на заводе купца Панизовкина, техник на заводе «Красный Перекоп», чертёжник, конструктор, ведущий конструктор, заместитель главного конструктора, главный конструктор на Ярославском государственном автомобильном заводе, главный конструктор Минского автомобильного завода, профессор, заведующий кафедры «Автомобили», декан автотракторного факультета Белорусского политехнического института.
Избирался депутатом Верховного Совета Белорусской ССР 2-го и 3-го созывов.
За создание грузового дизельного автомобиля «МАЗ-200» был в составе коллектива удостоен Сталинской премии 3-й степени 1949 года.
Умер в Минске в 1984 году.